# Сілецький Олександр Валентинович
Олександр Валентинович Сілецький (рос. Александр Валентинович Силецкий, біл. Аляксандр Валянцінавіч Сілецкі, 28 травня 1947, Москва — 21 січня 2019, Мінськ) — російський радянський, пізніше білоруський російськомовний письменник-фантаст, автор детективів та журналіст.

## Біографія
Олександр Сілецький народився в Москві. Після закінчення школи Олександр Сілецький закінчив сценарний факультет Всесоюзного державного інституту кінематографії. Після закінчення інституту він працював у редакціях журналів «Земля и Вселенная» та «Наука и религия». Перший друкований твір письменника — оповідання «Галактик Шуз» із космосу" — опубліковано ще в 1963 році, і в 60-70-х роках ХХ століття вийшло друком ще кілька оповідань автора. Пізніше Сілецький зробив деяку паузу в творчості, хоча на початку 80-х років ХХ століття він брав активну участь у семінарах для молодих письменників-фантастів у Малєєвці, а також був активним учасником Всесоюзного творчого об'єднання молодих письменників-фантастів при видавництві «Молода гвардія». У 80-х роках Сілецький відновив активну літературну діяльність, опублікувавши як у збірках Всесоюзного творчого об'єднання письменників-фантастів, так і у власних авторських збірках низку оповідань і повістей, а також і кілька романів. У творчому доробку письменника також є кілька детективних романів та повістей, а також радіоп'єса «Капканчик».
Для творчості Олександра Сілецького характерна химерна суміш відстороненої ліричної прози із фантасмагорією та гумористичною і дитячою фантастикою. Характерною особливістю творчості письменника є наявність у його творах усіх видів комічної літератури — від гумору до сатири та іноді навіть жорсткого сарказму. Більшість його творів — це оповідання та короткі повісті, хоча в доробку автора є й кілька романів. Зокрема, в романі «Розплідник для мух» йдеться про життя колонії землян на іншій планеті в умовах початку боротьби за владу на планеті, причому описуються події роману очима дитини, яка є головним героєм роману. Центральне місце у творчості Сілецького займає роман «Діти, які граються у хованки на траві», в якому розповідається про конфлікт людей із створеною ними расою біокібернетичних систем (біксів), які зовні практично не відрізняються від людей.
У 90-х роках ХХ століття Олександр Сілецький одружився із білоруською письменницею Наталією Новаш, і переїхав на постійне місце проживання до Мінська.
З 2018 року Олександр Сілецький важко хворів, тривалий час лікувався від важкого серцевого захворювання. На початку 2019 року у письменника розпочався новий, ще важчий серцевий приступ, унаслідок якого Сілецький помер у мінській лікарні 21 січня 2019 року.

## Премії
- 2011 — лауреат Премії ім. І. А. Єфремова (за роман «Діти, які граються у хованки на траві»).[2]

## Переклади
Твори Олександра Сілецького перекладені 11 мовами світу.

### Збірки
- 1989 — Тем временем где-то…
- 2002 — Завоеватель планет
- 2002 — Отпуск с убийцей
- 2009 — Дети, играющие в прятки на траве
- 2013 — Ночь птичьего молока
- 2016 — Золотые времена
- 2017 — Бес Луны
- 2017 — Колдовской фронтир

### Романи
- 1991 — Питомник для мух («День Зверя»)
- 2002 — Отпуск с убийцей
- 2009 — Дети, играющие в прятки на траве
- 2009 — Легендарь

### Повісті
- 2002 — Завоеватель планет
- 2016 — Золотые времена

### Оповідання
- 1963 — «Галактик Шуз» из космоса
- 1965 — Nihil (Ничто)
- 1965 — Безнадега
- 1968 — Обыкновенный уникум
- 1970 — Твое право
- 1973 — Впустите репортеров
- 1979 — Такая работа…
- 1980 — Цветочная чума
- 1980 — Киберомахия
- 1981 — Пыльная дорога, звездные дожди
- 1981 — Третий день ветер
- 1982 — Утечка информации
- 1983 — Будет — не будет
- 1983 — Необходимое условие
- 1983 — Ослиный бальзам
- 1984 — Поправка на человечность
- 1985 — И даже очень…
- 1987 — Ночь птичьего молока
- 1987 — Время больших перемен
- 1987 — Снайперская жизнь
- 1988 — «Ко мне не зарастёт…»
- 1988 — Душная комната
- 1988 — Программа на успех
- 1988 — Глиняные годы
- 1989 — Исполнение желаний
- 1989 — Для начала — вечность
- 1989 — Виртуоз танцверанды
- 1989 — День Седьмого Гузлика
- 1989 — Все гении мира
- 989 — Тропинка
- 1989 — Бес Луны
- 1989 — Скворечник
- 1989 — Снег
- 1989 — Всему — своё
- 1989 — Солнечная сторона
- 1989 — Тем временем где-то…
- 1989 — Когда я был совсем другим…
- 1989 — Смотрела в прорезь синевы…
- 1989 — Красный, чтобы увидеть издали…
- 1989 — Пустое…
- 1990 — Скандал в благородном семействе
- 1990 — Зимарь
- 1990 — Мишень
- 1990 — Страхи
- 1990 — Зоологический конфуз
- 1990 — Брак по расчету
- 1990 — Пещера на склоне горы
- 1990 — Цапля
- 1990 — В тридевятом царстве…
- 1990 — Бездомные страсти
- 1990 — Все по правилам
- 1990 — И пребудет вовеки…
- 1990 — О без вести приходящих
- 1991 — Если кто-то звал кого-то…
- 1991 — Неопознанный обиженный клиент
- 1991 — Сверху вниз
- 1991 — Сокровище
- 1991 — Жмурки
- 1991 — Достойное градоописание
- 1991 — Маски
- 1991 — Тот день, когда растаяли цветы
- 1992 — Если захотеть
- 1993 — Явление
- 1994 — День игры
- 2001 — Хармсятина
- 2002 — Человек в кубе
- 2002 — Пустырь… Лизавета
- 2002 — Потешный двор
- 2004 — Жилищная проблема
- 2005 — Тюрьма народов
- 2006 — Все сказки до рассвета
- 2007 — Ложка к обеду
- 2007 — Антраша
- 2007 — С чего все это началось…
- 2009 — Малюта
- 2012 — Время приходить
- 2012 — Говорящие
- 2013 — Марсианин умер…
- 2013 — Скверные истории про замечательных людей
- 2013 — Апрельский ветер
- 2013 — Уполномоченный
- 2013 — Крутится-вертится…
- 2013 — «Сон в летнюю ночь»
- 2013 — Росиная месса
- 2014 — Фирма веников не вяжет
- 2014 — Приставала
- 2014 — И подарили питекантропу бензопилу
- 2014 — Я ушел, но вы меня найдете…
- 2016 — Фёдор из отряда «Гомо»
- 2016 — Про жизнь совсем хорошую
- 2016 — Случайности

### Радіоп'єса
- 1988 — Капканчик